# Liste von Korbmachermuseen
Dies ist eine Liste von Korbmachermuseen. Bekannte Korbmachermuseen gibt es in:

## Deutschland
- Korbmachermuseum in Beiseförth,[1][2] Ortsteil der Gemeinde Malsfeld im Schwalm-Eder-Kreis in Hessen
- Korbmachermuseum in Buschdorf,[3][4] Ortsteil der Gemeinde Zechin, Amt Golzow, Landkreis Märkisch-Oderland, Brandenburg
- Korbmachermuseum in Dalhausen,[5][6] Ortschaft der Stadt Beverungen im Kreis Höxter, Nordrhein-Westfalen
- Korbmachermuseum in Hückelhoven-Hilfarth,[7][8] Kreis Heinsberg, Nordrhein-Westfalen
- Deutsches Korbmuseum in Michelau i.OFr.[9][10]
- Thüringer Korbmachermuseum in Tannroda,[11][12][13] Ortsteil der Stadt Bad Berka, Landkreis Weimarer Land, Thüringen

## Frankreich
- Korbmachermuseum in Cadenet[14]